# 克林顿工程师工程

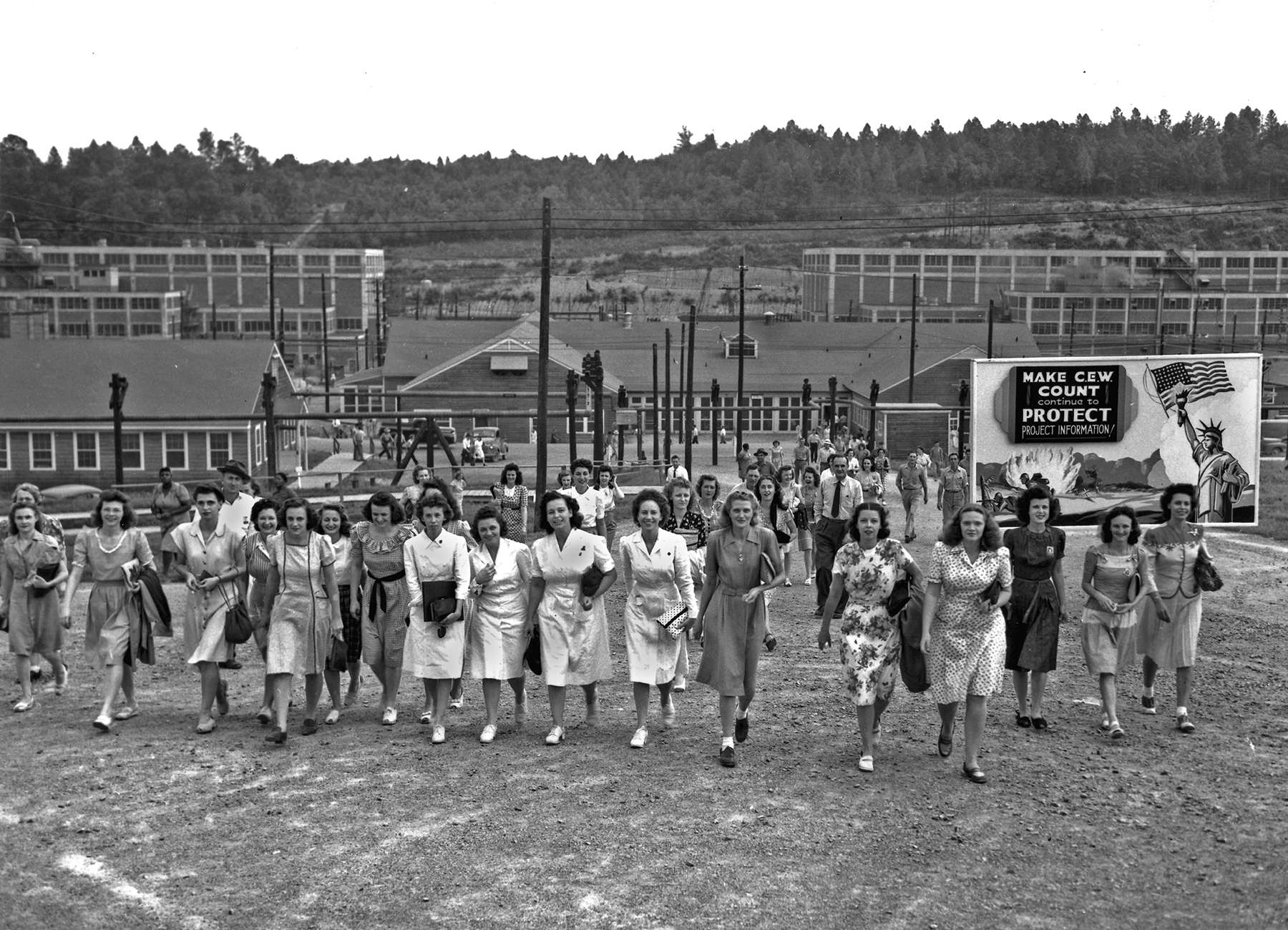
1945年8月11日，工人在交班时离开曼哈顿工程的Y-12 plant

克林顿工程师工程（英語：Clinton Engineer Works）是美國曼哈顿计划的施工安装工程，在第二次世界大战期间制造了用于1945年的投放至广岛的原子弹的濃縮鈾，以及用于第一个试验核反应堆的钚。该工程在曼哈顿计划的三个主要地点以及橡树岭镇安装了若干必要设施，如發電廠等。 它位于田纳西东，諾克斯維爾以西约18英里（29）的地方，以距离该地最近的地名克林顿镇（距离该地往北8英里（13））命名。设施主要集中在羅恩縣，此外还有一个北部的据点，位于安德森縣。1943年8月，曼哈顿工程的工程师肯尼斯·尼科尔斯将曼哈顿区总部从曼哈頓搬到了橡树岭。在战争期间，芝加哥大学负责处理政府相关的高层研究。